# نينا لي
نينا لي (بالصينية: 利智) (و. 1961  م) هي متسابقة ملكة الجمال، وممثلة أفلام صينية، ولدت في شانغهاي.

## وصلات خارجية
- نينا لي على موقع IMDb (الإنجليزية)
- نينا لي على موقع ألو سيني (الفرنسية)
- نينا لي على موقع أول موفي (الإنجليزية)
- نينا لي على موقع قاعدة بيانات الفيلم (الإنجليزية)
- نينا لي على موقع كينوبويسك (الروسية)